# European Management Review
European Management Review - europejskie czasopismo naukowe z zakresu teorii organizacji i zarządzania, wydawane przez Palgrave. Redaktorem naczelnym jest Bruce Kogut, profesor INSEAD. Pismo koncentruje się na zagadnieniach głównego nurtu zarządzania, ze szczególnym uwzględnieniem specyfiki organizacji europejskich. Wyróżnia je stosunkowo duża otwartość zarówno na metody ilościowe jak i metody jakościowe - publikowane są badania z obu nurtów, a także z różnych paradygmatów.